# وينستون ماكنزي
وينستون ماكنزي (بالإنجليزية: Winston McKenzie)‏ (23 أكتوبر 1953 في المملكة المتحدة - ) هو ملاكم بريطاني.

## روابط خارجية
- وينستون ماكنزي على موقع بوكس ريك (الإنجليزية) (registration required)